# Мацуи, Кадзуми
Кадзуми Мацуи (яп. 松井 一實 Мацуи Кадзуми, род. 8 января 1953, Хиросима) — японский политик, мэр Хиросимы с 2011 года.

## Биография
Мацуи родился в Хиросиме в семье переживших атомную бомбардировку города. Он получил юридическое образование в Киотском университете.
В 1976 году Мацуи поступил на работу в Министерство труда и пребывал там на различных должностях. С 1989 по 1992 год он работал в посольстве Японии в Великобритании.
10 апреля 2011 года, в единый день местных выборов, Мацуи был избран мэром Хиросимы. Его поддержали Либерально-демокраческая партия и Комэйто. Мацуи переизбирался на эту должность в 2015 и 2019 годах.
Также Мацуи является президентом организации «Мэры за мир».